# Echoes
"Echoes" é uma canção de rock progressivo da banda britânica Pink Floyd, lançada no álbum Meddle de 1971.
Essa é uma das mais conhecidas faixas da banda e a terceira mais extensa (atrás de "Atom Heart Mother" e dos segmentos unidos de "Shine On You Crazy Diamond"), ocupando o lado B inteiro do LP com seus 23 minutos e 28 segundos.

## Composição
Apesar de não apresentar divisão formal, como "Shine On You Crazy Diamond" ou "Atom Heart Mother", percebe-se em "Echoes" uma certa diferença entre suas partes.
A canção começa com o som de uma tecla do piano de Rick Wright, que é tocada repetidamente durante um certo tempo e depois é acompanhada do som da guitarra de Gilmour, que produz o distinto som passando um slide pelas cordas. Então, Wright começa a tocar uma introdução no piano, e Nick Mason entra com a bateria, juntamente com Waters no baixo. Os instrumentos seguem em harmonia em uma progressão de acordes que usa, basicamente, C#m G#m F#m e G#, com algumas variações para o refrão. Entram, então, os vocais de Gilmour e Wright.
Após os refrões, há uma parte que se assemelha ao tema principal da canção The Phantom of the Opera de Andrew Lloyd Webber, que segundo Waters, plagiou do Pink Floyd.
Seguindo a segunda ponte, há um solo de guitarra de Gilmour, que termina em uma parte mais agitada da canção, menos progressivo, com presença marcante do órgão de Wright e do baixo de Waters, bem como da guitarra distorcida de Gilmour.
Após a parte agitada, a peça entra em uma parte silenciosa, onde ouve-se um som sombrio, com uma espécie de grito de baleia, conhecido vulgarmente como "grito da mulher gorda", sendo tocado ao fundo. O "grito" é produzido invertendo-se os cabos do pedal de wah-wah da guitarra. Essa parte, mais experimental - que ocupa boa parte da canção - pode ser ouvida no episódio do seriado "Chaves" (El Chavo del Ocho), intitulado "O Caçador de Lagartixas". A parte experimental da canção aos 11:52 pode ser ouvida na cena em que os personagens Chaves e Seu Madruga dialogam, e Chaves o pergunta se ele não Viu o cadáver. Aparece novamente na cena em que o Professor Girafales vê o garoto Chaves com um estilingue nas mãos e o corpo de Seu Madruga estirado ao chão. Vale ressaltar que tal trecho fora adicionado pelo estudio brasileiro que dublou o seriado e não consta na versão original.
Essa seção termina com uma reprise do piano de abertura da canção seguido pela entrada do órgão de Wright, que toca calmos e belos riffs junto com o som de uma guitarra abafada e com efeitos. Entra, em seguida, um forte e bonito riff de Gilmour usando múltiplas guitarras, gravadas em trilhas diferentes.
Vocais de Gilmour e Wright seguem o riff e então, após o último refrão e a ponte, a canção segue calmamente com uma espécie de dueto da guitarra de Gilmour, com uma leve distorção, e o piano de Wright. O dueto segue e vai perdendo intensidade, ao mesmo tempo que um efeito sonoro toma conta da canção, que termina, encerrando o álbum.

## Versões anteriores
"Echoes" era tocada, antes da versão final, sob o nome de "The Return of the Son of Nothing" em apresentações ao vivo (pode ser ouvida em alguns bootlegs de concertos do começo de 1971). A letra tratava, originalmente, sobre um tema espacial, mas Waters decidiu transferir as letras para um ambiente submarino, possivelmente para evitar que outros considerassem Pink Floyd uma banda de rock espacial.

## Ficha técnica
- David Gilmour - vocais, guitarras, baixo sem trastes (fretless), efeitos de som
- Roger Waters - baixo, efeitos de som
- Richard Wright - vocais, teclados, efeitos de som
- Nick Mason - bateria, percussão, efeitos de som